# Leciñena
Leciñena és un municipi d'Aragó situat a la província de Saragossa i enquadrat a la comarca dels Monegres.